# كلايتون واتسون
كلايتون واتسون (بالإنجليزية: Clayton Watson)‏ هو ممثل أسترالي، ولد في 23 مارس 1977 بسيدني في أستراليا. من الجوائز التي نالها AACTA Award for Best Guest or Supporting Actor in a Television Drama ‏ سنة 2002.

## أعمال

### أفلام
- (2003) الأنيماتريكس
- (2003) الماتريكس 3[3][4][5]

## جوائز
- AACTA Award for Best Guest or Supporting Actor in a Television Drama [الإنجليزية]‏ (2002)

## وصلات خارجية
- كلايتون واتسون على موقع IMDb (الإنجليزية)
- كلايتون واتسون على موقع قاعدة بيانات الفيلم (الإنجليزية)